# Gyöngyössy Zoltán
Gyöngyössy Zoltán (Komló, 1958. február 20. – Budapest, 2011. december 29.) magyar fuvolaművész, zeneszerző, egyetemi tanár.

## Életpályája
1976–1981 között a Liszt Ferenc Zeneművészeti Főiskola hallgatója volt, ahol Prőhle Henrik oktatta. 1981–1982 között a drezdai Carl Maria von Weber Zeneművészeti Főiskola hallgatója volt; itt Johannes Walter és Arndt Schöne tanította. 1981–1984 között a győri Zeneművészeti Szakközépiskola pedagógusa volt. 1982-ben Pierre-Yves Artaud és Robert Aitken oktatta. 1983–1984 között a Zeneművészeti Főiskola Zenetanárképző Intézetének győri tagozatának tanára volt. 1984–1987 között a debreceni Zeneművészeti Szakközépiskola pedagógusa volt. 1987–1990 között a Zeneművészeti Főiskola debreceni tagozatának tanára volt. 1988–2001 között a budapesti Bartók Béla Zeneművészeti Szakközépiskola oktatója volt. 2001-ben habitált. 2001–2007 között a Pécsi Tudományegyetem Művészeti Karának tanszékvezető egyetemi tanára volt. 2001-től a Liszt Ferenc Zeneművészeti Egyetem, 2008-tól az egyetem Doktori Iskolájának fúvósprogram-vezetője, 2009-től szakcsoportvezetője volt.
Halálát autóbaleset okozta. Temetésére a Megyeri temetőben került sor.

## Díjai
- Liszt Ferenc-díj (1993)
- Artisjus-díj (1995, 2000–2001, 2004, 2006)
- Komló díszpolgára (posztumusz)[7]